# Liste der Naturdenkmale in Vorderweidenthal
Die Liste der Naturdenkmale in Vorderweidenthal nennt die im Gemeindegebiet von Vorderweidenthal ausgewiesenen Naturdenkmale (Stand 23. Mai 2024).

## Naturdenkmale
| Nr.         | Bezeichnung | Lage                                        | Beschreibung                                                                          | Bild                          |
| ----------- | ----------- | ------------------------------------------- | ------------------------------------------------------------------------------------- | ----------------------------- |
| ND-7337-254 | Rödelstein  | nördlich des Ortes auf dem Rothelstein Lage | auch Rothelstein; langgestreckter Buntsandsteinfelsen; teilweise zu Oberschlettenbach | mehr Fotos \| Fotos hochladen |